# تبسبست
تبسبست هي إحدى بلديات ولاية تقرت بالجزائر. تقع داخل المنطقة الحضرية تقرت في شمالها ، يحدها شمالا بلدية الزاوية العابدية و غربا بلدية تقرت و جنوبا بلدية النزلة و شرقا بلدية المنقر، تتميز بواحات النخيل الكثيفة و فيها قصر تبسبست القديم .

## المساحة
26 كيلومتر مربع

## عدد السكان
50 ألف نسمة

## موقعها الجغرافي
يحدها شمالا بلدية الزاوية العابدية وجنوبا بلدية النزلة وشرقا بلدية منقر وغربا بلدية تقرت.

## عدد نخيلها
تحتوي على حوالي 129000 نخلة

## المنجزات
- تهيئة وتعبيد طرق البلدية
- انجاز مكتب بريدي
- إعادة قنوات المياه الصالحة للشرب
- الشروع في بناء قاعة علاج
- توسعة للبلدية
- انجازقنوات الصرف الصحي